# Julio Frade
Julio César Frade Pintos (Montevideo, Uruguay, 3 de noviembre de 1943) es un pianista, compositor, actor, humorista y locutor de radio uruguayo.

## Carrera musical
Frade comenzó a estudiar piano a los cuatro años. Más tarde estudió también solfeo y armonía. Inició su carrera profesional a los catorce años y se vinculó a la Peña de Jazz y al Círculo Jazzístico.
Mientras se encontraba estudiando abogacía en Montevideo obtuvo una beca del American Field Service que le permitió mudarse a Nueva York, donde estudió música con Jim Odrich y se perfeccionó en el Berklee College de Boston.
Fue fundador del movimiento musical contemporáneo uruguayo, pasando por agrupaciones de jazz, la música urbana de los años 1970 y la dirección de la orquesta de la OTI. Fue figura preponderante del conjunto de jazz uruguayo Chicago Stompers.
En 1974 grabó Música en serio, en formato de trío de jazz, junto a Neldo Castro en contrabajo y bajo eléctrico y Gastón Buenseñor en batería y percusión. El trío había sido impulsado por Rubén Castillo. En el disco versionaron a compositores como Tom Jobim, Cole Porter, Astor Piazzolla, George Gershwin, Duke Ellington, Vinícius de Moraes, Ariel Ramírez, Doryval Caymmi y realizaron una versión de "Georgia on My Mind", canción popularizada por Ray Charles. El álbum fue editado por Sondor y reeditado en Argentina en formato CD por el sello Record Runner en 2007.
En agosto de 1981 tuvo una recordada actuación junto al pianista argentino Enrique "Mono" Villegas en el teatro Nuevo Stella.
Es el único músico uruguayo en haberse presentado en concierto mano a mano con Astor Piazzolla, cuando en 1982 lo acompañó en Montevideo junto a una orquesta de setenta músicos.
En Buenos Aires se desempeñó como director musical de los sellos RCA, Sondor y Tonodisc. En Montevideo fue director musical de los canales de televisión 4, 10 y 12 fue también director artístico de Canal 5 y director de Televisión Nacional, desde 1990 a 1995.Durante 26 años representó a Uruguay como director musical de los festivales OTI internacionales.
Ha sido director de varios festivales de la canción en diversos países.
En diciembre de 2003 participó de la reunión de los Chicago Stompers y los Hot Blowers en el Radisson Victoria Plaza, con motivo de la segunda edición del Jazz Tour de Verano. Del concierto se editó un CD titulado Hot Blowers y Chicago Stompers en vivo.
En 2004 grabó Tango Sur Trío con el trío homónimo integrado por Daniel "Lobito" Lagarde en bajo y Mario Núñez en guitarra.
En 2006 grabó Tangokaribe, con Manolo Sánchez, cantante cubano radicado en Uruguay, álbum donde fusiona el tango y la música caribeña.
En 2008 grabó Tangodesatado, en formato trío, esta vez junto a Raúl Jaurena en bandoneón y Pablo Aslán en contrabajo.
En 2017, como resumen de su carrera, grabó 60 años no es nada, acompañado por Jorge Pi en contrabajo y Enrique Cairoli en batería. En el disco versiona clásicos de Ariel Ramírez, Astor Piazzolla, Ary Barroso, Harold Arlen, Henry Mancini y Gerardo Matos Rodríguez, entre otros.
Con sus orquestas y arreglos ha acompañado a varios artistas, entre ellos a Diane Denoir en su primer EP (1966) y a Valeria Lima en Libre (2008). También tuvo una importante participación en el álbum Radeces (1975) de Ruben Rada y colaboró en Pa' Chimasa & Los Tocadores (1982) de Mario "Chichito" Cabral.

## Carrera actoral
En 1962 hizo su debut en televisión en Telecataplum, junto con su grupo de jazz, los Chicago Stompers.
Comenzó a trabajar regularmente en el programa humorístico Telecataplúm como actor. Al año siguiente (1963) debutó en la televisión argentina formando parte del famoso grupo de humoristas uruguayos (Ricardo Espalter, Enrique Almada, Eduardo D’Angelo) que trabajaron en la televisión de Buenos Aires durante décadas, con programas como Jaujarana, Hupumorpo, Comicolor, Hiperhumor. En Montevideo hicieron el programa Decalegrón, que permaneció en la pantalla casi 25 años, y el programa infantil Casquito y Cascote en la década de los ochenta, en Canal 4, Monte Carlo Televisión.
Algunos de los personajes de Frade más recordados fueron Abelardito, del que se editó un disco, y que se trataba de un niño mañoso que daba trabajo a su tío (Eduardo D'Angelo), y Adrianita, la sobrina de Las hermanas Rivarola, que fumaba a escondidas y siempre se ligaba un sopapo.

## Carrera como conductor radial
En la actualidad trabaja en Radio Oriental (770 kHz AM). En esa emisora conduce su programa de la tarde denominado Frade con permiso. En las noches, conduce Música, maestro en Emisora del Sur.

## Actuaciones públicas
En junio de 2013 participó en el spot publicitario de la campaña para convocar un referéndum para derogar la ley que en el año 2012 despenalizó el aborto.

## Discografía

##### Sencillos
- "La Urraca Paca" / "Duele decir adiós" (RCA Victor 31UZ 1035. 1970)
- "Saranata" / "Ha fugado el amor" (RCA Victor 31UZ 1038. 1970)
- "Negra paloma" / "La mufa" (RCA Victor 31UZ 1047. 1971)
- "No significa nada si no tiene swing" / "El animador"  (Sondor 50.249. 1974)
- "María Isabel" / "No, no, no" (Vik – 31UZ 1031, edición sin fecha)

##### Álbumes
- Música en serio (Sondor, 44.012, 1974) (Record Runner, RR0600, 2007)
- Tango Sur Trío (Panda Latino, PDCD 0221, 2004)
- Tangokaribe (Montevideo Music Group , 3650-2, 2006)
- Tangodesatado (Montevideo Music Group, 4150-2, 2008)
- 60 años no es nada (Sondor, 2017)

##### Con Chicago Stompers
- Hot Blowers y Chicago Stompers en vivo (Sondor, 8258-2, 2004)

##### Humor (como Abelardito)
- Los cuentos de Abelardito (Sondor, 32.169, 1973)

##### Como acompañante
- Diane Denoir de Diane Denoir (Sondor 33136, 1966) EP
- "Canción para ti" / "Casa blanca" de Roberta Lee (Vik, 31UZ-1004, 1968) Sencillo
- Canciones para vacaciones de Pilán (Orfeo , 90508, 1968)
- "Amor y juventud" / "Colores" de Susana Nieves (Clave 81-061, 1969) Sencillo
- Aldo y Daniel de Aldo y Daniel (RCA Vik, 31UZ-1025, 1970) Sencillo
- "Angelina (Anduriña)" / "Serenata para la tierra de uno" de Norberto Suárez (Discos De la Planta, 691, 1970) Sencillo
- Dale amor! de María Elisa (Sondor 33136, 1973)
- Radeces de Ruben Rada (Ayuí / Tacuabé A/E 4, 1975)
- "El regalito" / "El mundo está loco loco" de Ruben Rada y Roberto Barry (Errebe 511. 1975) Sencillo
- "Un arco iris para una despedida" / "En busca de un amor perdido" de Nini. (Rca Victor, edición sin fecha) Sencillo

##### Colectivos
- Discodromo 10º Aniversario (Discos De la Planta, KL 8309, 1971)